# Dwyane Wade
Dwyane Tyrone Wade Jr. (Chicago, 17 de janeiro de 1982), apelidado de Flash ou D-Wade, é um ex-jogador de basquete norte-americano que atuou na National Basketball Association. Premiado como Atleta do Ano em 2006 pela Sports Illustrated, Wade se estabeleceu como um dos jogadores mais conhecidos e populares da liga. Teve a camisa mais vendida da NBA por quase dois anos, quando liderou as vendas nos playoffs da NBA 2005, até a metade da temporada 2006-07. Depois de entrar no campeonato como a quinta escolha no NBA Draft 2003, Wade foi nomeado para a equipe All-Rookie.
Dwyane Wade foi chamado 12 vezes para o NBA All-Star Game, eleito 8 vezes para o All-NBA Team e 3 vezes para o NBA All-Defensive Team. Em sua terceira temporada, Wade ajudou a liderar o Miami Heat ao seu primeiro campeonato da NBA. Foi nomeado o MVP das Finais em 2006, ajudando o Heat em uma vitória por 4-2 na série sobre o Dallas Mavericks.
Na temporada 2008-09, Wade liderou a liga em pontos e ganhou seu primeiro Título de Pontuação da NBA. Foi parte fundamental na campanha vitoriosa do Miami Heat na temporada 2012, quando derrotaram o Oklahoma City Thunder na final da NBA, assim como em 2013, quando ajudou o Heat a derrotar o San Antonio Spurs na final da liga. Na Olimpíada de 2008, Wade liderou a equipe dos Estados Unidos de basquete masculino, comumente conhecida como a "Equipe da Redenção" na pontuação, ganhando a medalha de ouro em Pequim, na China.

## Início da vida
Dwyane Wade nasceu no South Side de Chicago, Illinois, sendo filho do Sr.Dwyane e Jolinda Wade. Ele cita uma de suas irmãs mais velhas, Tragil, como a pessoa mais responsável por sua educação infantil e por orientar-lo na direção correta. Seus pais se divorciaram e ele morava com o pai e a madrasta em Robbins, Illinois durante sua infância. Como uma criança que cresce na área de Chicago, Wade idolatrava o ex-jogador do Chicago Bulls, Michael Jordan.
Wade estudou em Harold L. Richards High School em Oak Lawn, jogando pelo time de basquete do colégio. Enquanto ele adquiria ritmo de jogo, o seu meio-irmão, Demetris McDaniel, era a estrela do time. Wade cresceu quatro centímetros no verão e teve uma melhora em seu jogo, com média de 20,7 pontos e 7,6 rebotes por partida. No ano seguinte, Wade teve média de 27,0 pontos e 11,0 rebotes por jogo, levando sua equipe para um recorde de 24-5. Ele levou a equipe para o jogo do título da Classe AA Eisenhower Seccional. Durante esta temporada, ele bateu o recordes de pontos da escola (676) e roubos de bola (106) em uma temporada. Wade foi chamado por apenas três equipes de basquete universitário (Marquette University, Estado de Illinois, e DePaul University), devido a problemas acadêmicos.

## Carreira na faculdade
Wade escolheu a Universidade de Marquette, em Milwaukee, Wisconsin. Durante seu ano de calouro em Marquette, ele era inelegível para jogar com a equipe dos homens devido a uma violação da NCAA Proposição 48. Wade procurou tutoria para melhorar suas habilidades de escrita, a fim de recuperar a elegibilidade. Quando Wade tornou-se elegível para jogar no ano seguinte (2001-2002), ele liderou os Eagles de Ouro na pontuação com 17,8 pontos, liderou a conferência em roubos de bola com 2,47 por jogo, e as médias acumuladas de 6,6 rebotes por jogo e 3,4 assistências por jogo. Marquette terminou com um recorde 26-7, melhor recorde da escola desde a temporada 1993-94.
Em 2002-03, Wade liderou novamente Marquette, com 21,5 pontos, e Marquette venceu o primeiro e único título de Conferência EUA, com um recorde de 27-6. Nessa temporada Wade liderou os Eagles de Ouro para a Final Four, a primeira aparição da escola no Final Four desde que venceu o campeonato de 1977. Após a temporada, ele foi nomeado para a equipe All-America First pela Associated Press. Wade é o primeiro jogador de basquete da Universidade de Marquette desde 1978 a realizar tal feito. O desempenho de Wade durante o Torneio da NCAA em 2003 foi muito divulgado pela imprensa nacional. Contra o fortemente favorecido, e melhor classificado Kentucky Wildcats, Wade registrou um triplo-duplo com 29 pontos, 11 rebotes e 11 assistências. Seu triplo-duplo foi o quarto na história do torneio NCAA. Wade ajudou Marquette na vitória sobre Wilcats por 83-69 no Final Four; Wade foi nomeado MVP do Regional Centro-Oeste. Marquette terminou a temporada em 6 lugar, a mais alta classificação da escola desde a temporada 1976-77. Seu jogo forte resultou em uma maior visibilidade na mídia nacional e, consequentemente, uma projeção. Como resultado, ele decidiu renunciar a seu último ano na Marquette e entrar no draft da NBA 2003.
Em 3 de fevereiro de 2007 Marquette aposentou sua camisa no intervalo de um jogo contra Providence. Embora Marquette requerer que estudantes-atletas se formem antes de receber honras de aposentadoria, a Universidade fez uma exceção especial para Wade com base em suas realizações desde que deixou Marquette.

## Carreira na NBA

### Ano de estreia (2003-2004)
Selecionado como a quinta escolha geral no Draft da NBA de 2003 pelo Miami Heat, Wade rapidamente emergiu como um jogador produtivo com uma média de 16,2 pontos com 46,5% de acerto nos arremessos de quadra, 4,0 rebotes e 4,5 assistências por jogo. Depois de um início 5-15, o Heat melhorou gradualmente e terminou a temporada com 42-40 para se qualificar para os playoffs da NBA. Ele ainda se destacou com excelentes performances nos playoffs, particularmente contra o Indiana Pacers. No final da temporada Wade teve seu sucesso um pouco ofuscado por Carmelo Anthony e LeBron James. Wade ganhou vaga unânime na seleção de 2004 da NBA All-Rookie equipe, e também terminou o ano como terceiro melhor estreante (atrás de James e Anthony). Ele foi classificado entre os cinco melhores entre os estreantes em várias estatísticas importantes, incluindo segundo em porcentagem de arremessos, segundo em roubos de bola, terceiro na pontuação, quarto em assistências, e quarto em minutos jogados. Nos playoffs o Miami Heat enfrentou o New Orleans Hornets na primeira rodada, o Heat venceu a série 4-3 e avançou para a segunda rodada para enfrentar a equipe de melhor campanha da NBA, o Indiana Pacers. Miami perde a série em seis jogos.

### Ano da descoberta (2004-2005)
Antes da temporada 2004-05 Shaquille O'Neal foi trocado do Los Angeles Lakers para o Heat. Na temporada seguinte, Miami melhorou sua campanha em 17 jogos em relação a temporada 2003-04, com um recorde de 59-23 na temporada 2004-05. Wade foi chamado para ser reserva no 2005 All-Star Game. Ele marcou 14 pontos em 24 minutos de jogo. Na primeira rodada dos playoffs da NBA 2005, Wade teve médias de 26,3 pontos, 8,8 assistências e 6,0 rebotes, mantendo um percentual de 50% nos arremessos de quadra. O Heat varreu o New Jersey Nets. Wade continuou seu alto nível de jogo na segunda rodada, com médias de 31 pontos, 7 rebotes e 8 assistências por jogo. O Heat varreu o Washington Wizards. Porém, a boa campanha do Heat nos playoffs foi interrompida pelo Detroit Pistons, campeão da temporada anterior, em 7 jogos nas finais da Conferência Leste. Wade marcou 42 e 36 pontos nos jogos 2 e 3, respectivamente, apesar de jogar com sinusite, gripe, e uma estirpe no joelho. Ele também sofreu um baque na costela no jogo 5 das finais da Conferência, que o impediu de jogar o sexto jogo da série e limitou-lo no sétimo. O Heat perdeu a série no sétimo jogo, apesar de chegar a liderar a série em 3-2 ao final do quinto jogo e deixando escapar a liderança com três minutos restantes no jogo 7.

### Campeão da NBA e MVP Finals (2005-2006)

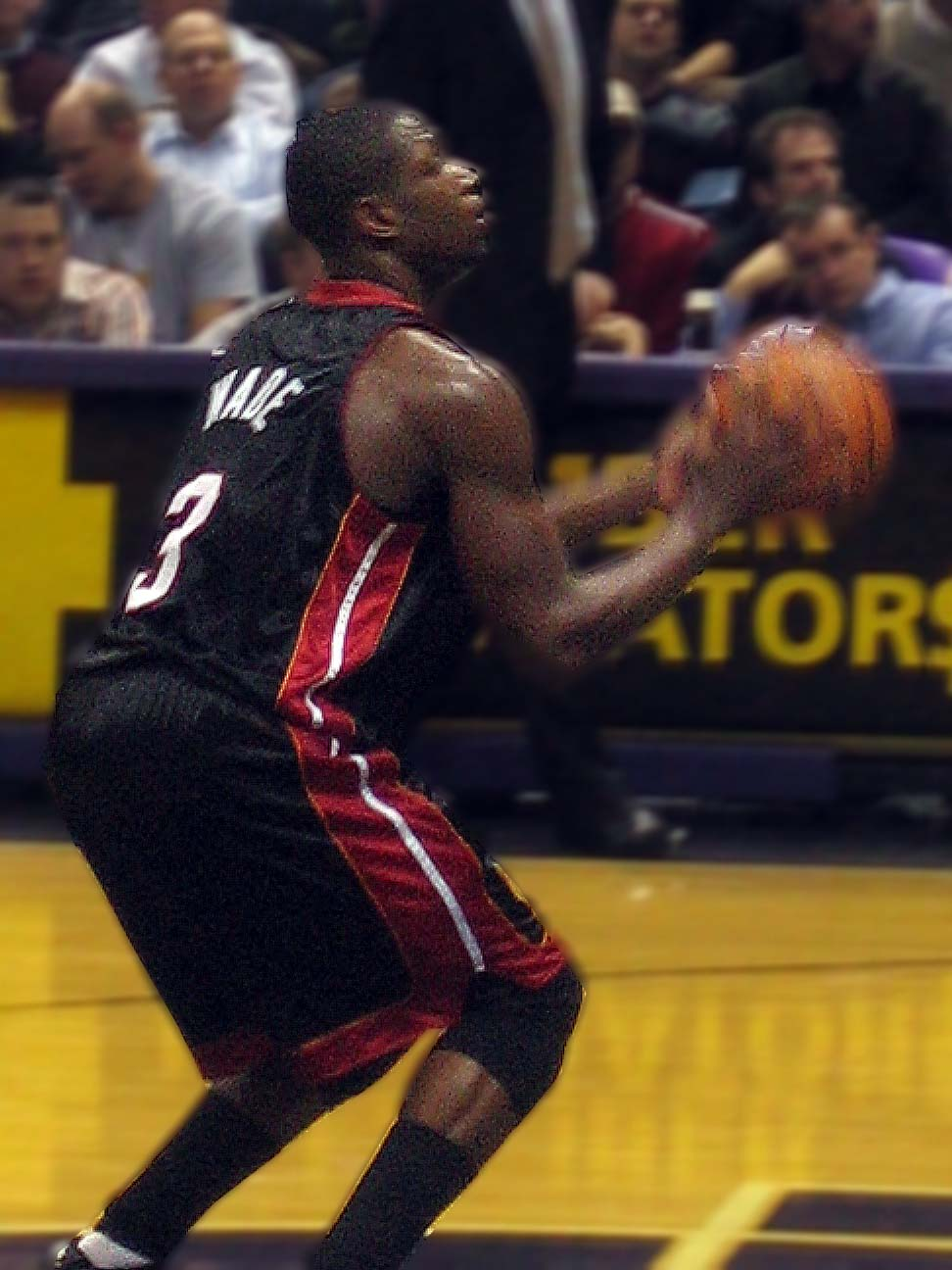
Wade na linha de lance livre.

Na temporada 2005-06 Wade tinha se desenvolvido em um dos jogadores mais importantes da NBA e foi eleito para o seu segundo All-Star Game. No 2006 NBA All-Star Game, Wade liderou o Leste em uma vitória de 122-120 sobre o Oeste. Ele marcou 20 pontos em  9/11 dos arremessos de quadra em 30 minutos de jogo. Ele terminou a temporada regular 2005-06 com médias de 27,2 pontos, 6,7 assistências, 5,7 rebotes e 1,95 roubadas de bola por jogo.
Contra o Chicago Bulls na primeira rodada dos playoffs da NBA 2006, Wade teve algumas lesões, incluindo uma no quadril no jogo 5. Depois disso, Wade liderou com sucesso a sua equipe para as finais da NBA 2006, apesar de sofrer de gripe no jogo 6 das finais da Conferência Leste contra o Detroit Pistons. Ele marcou um duplo-duplo com 14 pontos e 10 assistências nesse jogo, incluindo uma sequência de 8 pontos seguidos para fechar o terceiro quarto.
Em sua primeira final de NBA contra o Dallas Mavericks, Wade teve alguns momentos especialmente memoráveis. Seu desempenho nos jogos três, quatro e cinco, em que marcou 42, 36 e 43 pontos,
 respectivamente, ajudou a trazer o Heat de volta de um déficit de 0-2 para liderar a série em 3 jogos a 2. No jogo 3 Wade empatou sua maior marca em playoffs com 42 pontos, além de 13 rebotes. 15 de seus 42 pontos vieram no quarto periodo, em que o Heat tirou uma desvantagem de 13 pontos.
O Heat venceu o jogo 6, com Wade marcando 36 pontos, levando a série por 4-2, e ganhando o troféu de MVP Finals. Ele se tornou o quinto jogador mais jovem na história da NBA a ganhar tal honra, registrando a terceira maior média de um jogador em sua estreia nas finais com 34,7 pontos por jogo.

### Lesões e perda dos playoffs (2006-2008)

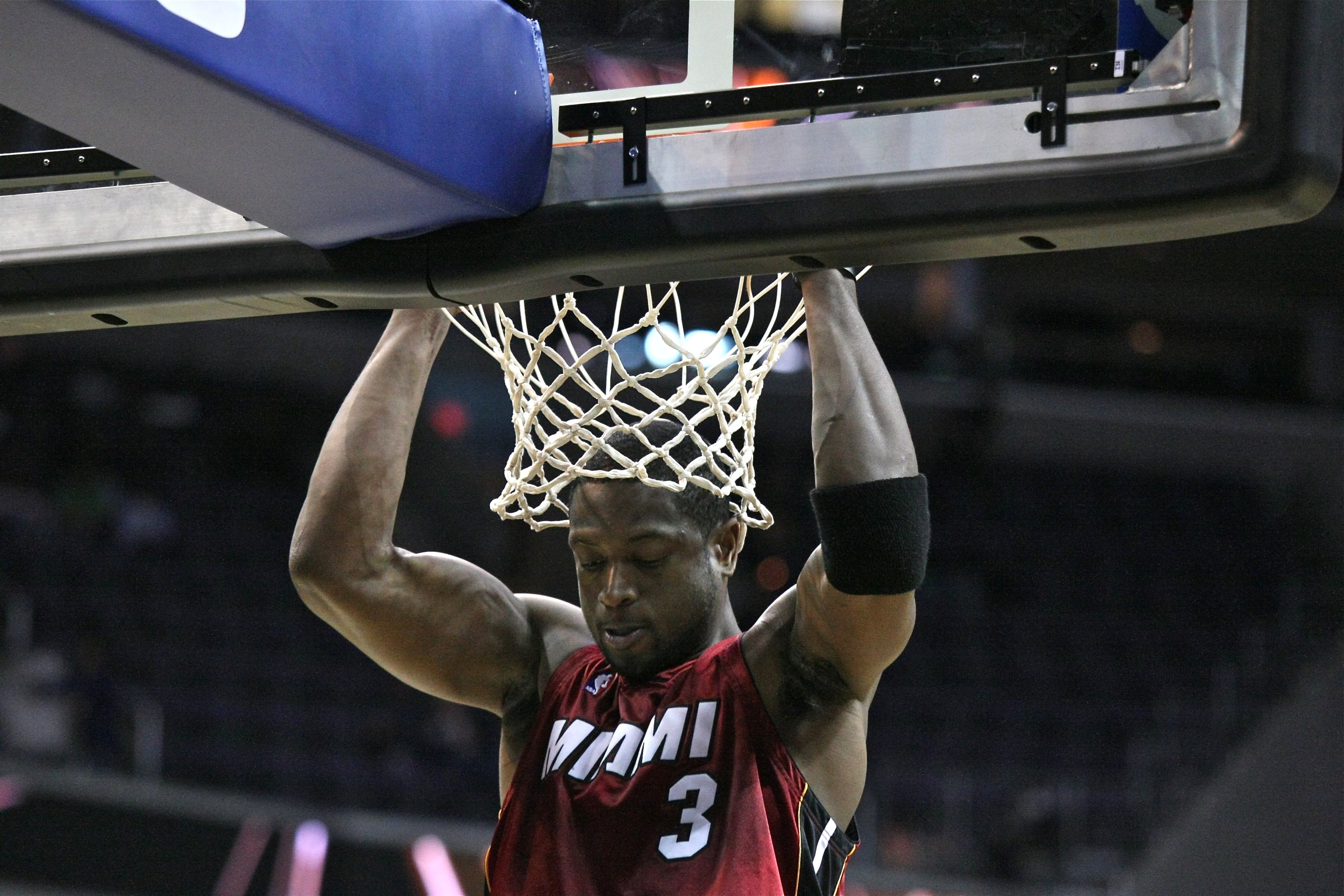
Wade em seu ritual pré-jogo.

Na temporada 2006-07, Wade perdeu um total de 31 jogos devido a lesão. Ele foi eleito para o seu terceiro All-Star Game seguido e recebeu All-NBA honras. Ele se tornou o primeiro a ganhar All-NBA honras depois de perder pelo menos 31 jogos em uma temporada desde Pete Maravich do Utah Jazz, que ganhou All-NBA honras (Segundo time) durante a temporada 1977-78). O Heat se esforçou no início da temporada 20-25. Mas, com Shaquille O'Neal saudável e Pat Riley retornando para o banco depois de passar por cirurgias de quadril e joelho, o Heat parecia prestes a surgir na segunda metade da temporada. No entanto, durante um jogo contra o Houston Rockets, em 21 de fevereiro de 2007, durante a tentativa de roubar a bola de Shane Battier, Wade deslocou o ombro esquerdo e foi atendido fora da quadra em uma cadeira de rodas. Após a lesão, ele ficou com a decisão de querer reabilitar o ombro ou fazer uma cirurgia no fim da temporada. Wade depois anunciou que iria adiar a cirurgia e reabilitação do ombro, com a intenção de se juntar a equipe para os playoffs. Para a temporada, Wade teve médias de 27,4 pontos, 7,5 assistências, 4,7 rebotes, e 2,1 roubos de bola por jogo e 50% de acerto nos arremessos de quadra, e terminou a temporada como líder da NBA em PER (Jogador índice de eficiência). Nos playoffs, Wade teve médias de 23,5 pontos, 6,3 assistências e 4,8 rebotes por jogo, com o Heat sendo varrido na primeira rodada pelo Chicago Bulls.
Depois dos playoffs, Wade passou por duas cirurgias bem-sucedidas para reparar seu ombro esquerdo e o joelho esquerdo. A doença do joelho, comumente chamado de "joelho de saltador", impediu Wade de se juntar a equipe americana de basquete. Depois de perder o Torneio de Qualificação para as Olimpíadas durante o verão e oito jogos de pré-temporada e os primeiros sete jogos da temporada regular para se recuperar.
Wade fez sua primeira aparição da temporada 2007-08 em 14 de novembro de 2007. Com muita dor e lutando com seu joelho esquerdo durante toda a temporada, Wade foi eleito para o seu quarto All-Star Game. No entanto, com o Heat tendo a pior campanha da NBA e Wade ainda com problemas em seu joelho esquerdo, o treinador Pat Riley anunciou que Wade perderia 21 jogos da temporada para se submeter a tratamento OssaTron no joelho esquerdo. Wade teve médias de 24,6 pontos, 6,9 assistências, 4,2 rebotes e 1,7 roubos de bola por jogo na temporada.

### Campeão de pontuação (2008-2010)

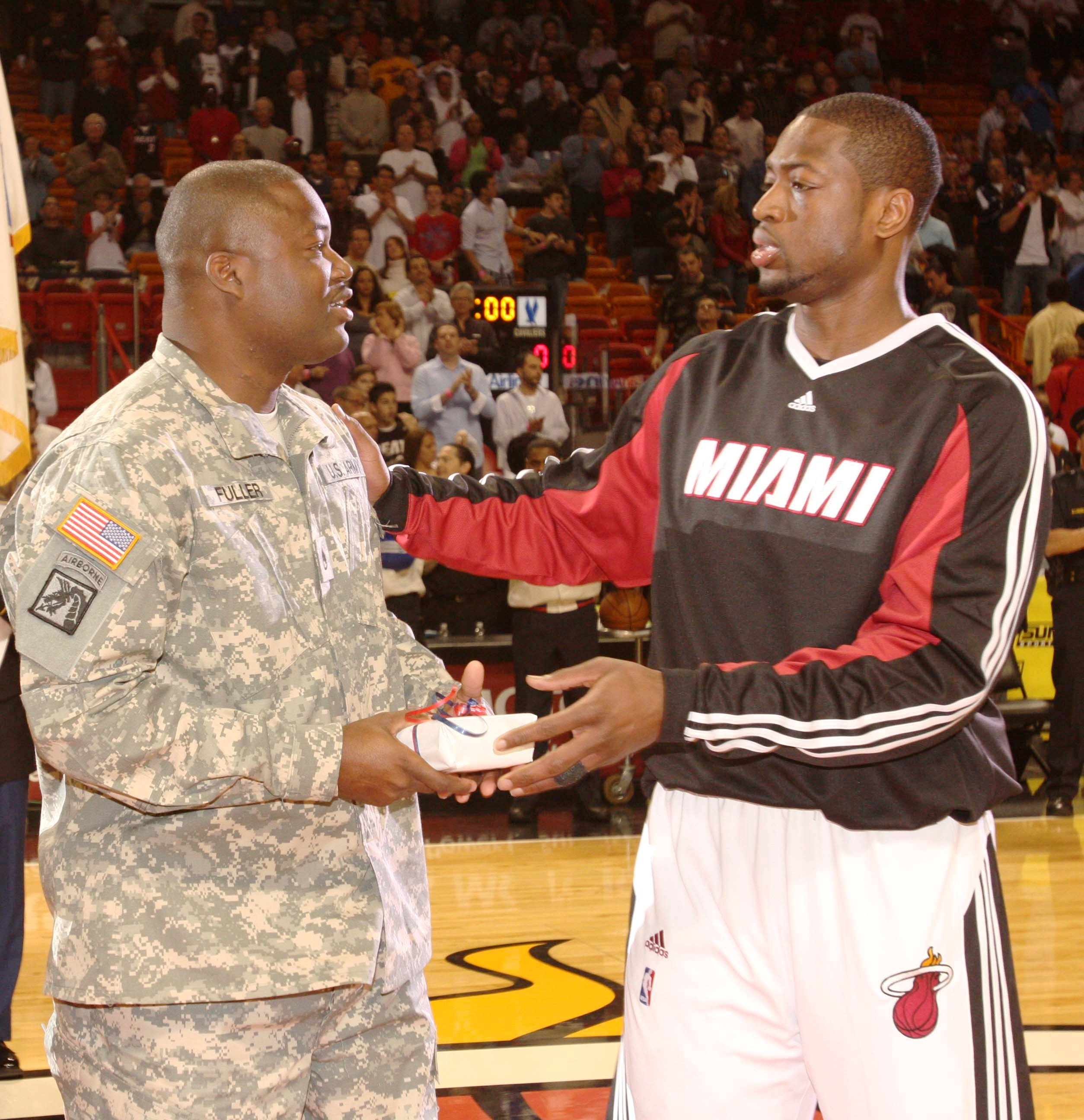
Wade (direita) dando um presente a um reservista do Exército dos EUA durante uma cerimônia antes do jogo em 02 de Março de 2009.

Depois de passar por meses de reabilitação no joelho esquerdo e ajudar a equipe olímpica americana a ganhar a medalha de ouro nos Jogos Olímpicos de 2008, em que ele liderou a equipe em pontos, Wade voltou ao time titular no início da temporada 2008-09. No início da temporada, Wade se tornou o segundo jogador na história da NBA com 40 pontos, 10 assistências e cinco tocos em um jogo desde Alvan Adams na temporada 1976-1977. Com um Wade saudável liderando a liga em pontos e o Heat fazendo um esforço para obter vaga nos playoffs, Wade foi eleito para seu quinto consecutivo jogo All-Star.
Durante a temporada, Wade se tornou o primeiro jogador na história da NBA a acumular pelo menos 2.000 pontos, 500 assistências, 100 roubos e 100 tocos na temporada e é o jogador mais baixo a dar 100 tocos em uma temporada. Wade também se tornou apenas o quinto jogador na história da NBA a atingir 2.000 pontos, 500 assistências e 150 roubos de bola na temporada. Depois de uma vitória 97-92 contra o Charlotte Bobcats, Wade ajudou o Heat conquistar uma vaga nos playoffs e se tornar apenas a segunda equipe na história da NBA a chegar a pós-temporada, depois de ganhar 15 ou menos jogos no ano anterior. Em uma vitória 122-105 contra o New York Knicks , Wade marcou 55 pontos com 63% de acerto no arremessos e acrescentou nove rebotes e quatro assistências. Wade marcou 50 pontos com três quartos e foi tirado do jogo. Para a temporada, Wade teve sua maior média de pontos com 30,2 pontos por jogo, ganhando o seu primeiro título de pontuação da NBA , e acrescentou 7,5 assistências, 5,0 rebotes, 2,2 roubos de bola e 1,3 tocos por jogo. Wade terminou a temporada com maior número de pontos, assistências, roubos e tocos do que LeBron James e Kobe Bryant, mas ambos terminaram à frente de Wade na corrida MVP.
Em 01 de novembro, em seu terceiro jogo da temporada 2009-10 Wade marcou o ponto de número 10.000 de sua carreira, após uma vitória por 95-87 contra o Chicago Bulls. Em 12 de novembro contra o Cleveland Cavaliers, Wade fez uma enterrada espetacular contra Anderson Varejão, considerado por muitos como um dos maiores da temporada até então. LeBron James descreveu a enterrada como "grande, provavelmente top 10 de todos os tempos". Em 21 de janeiro, Wade foi selecionado para jogar o All-Star Game, sua sexta aparição All-Star. Wade foi nomeado MVP do jogo depois de marcar 28 pontos, 11 assistências, 5 roubos de bola e seis rebotes.
Para a temporada, Wade teve médias de 26,6 pontos, com 47,6% dos arremessos de quadra, 6,5 assistências, 4,8 rebotes, 1,8 roubos de bola e 1,1 tocos por jogo, liderando sua equipe para um recorde de 47-35, conquistando a quinta vaga nos playoffs da NBA . Na primeira rodada, Wade marcou sua pontuação mais alta em playoffs e também o recorde da franquia, 46 pontos, superando o time todo Celtics no 4 º periodo, com 19 pontos contra 15 do Boston. Foi o jogo sexto jogo de playoffs na carreira de Wade com pelo menos 40 pontos marcados. Apesar de uma média de 33,2 pontos, 56,4% de arremessos de quadra, 6,8 assistências, 5,6 rebotes, 1,6 roubos de bola e 1,6 tocos, Wade e o Heat perdem a série para o Boston em cinco jogos.

### A era Big 3 (2010-2014)

#### Temporada 2010-2011

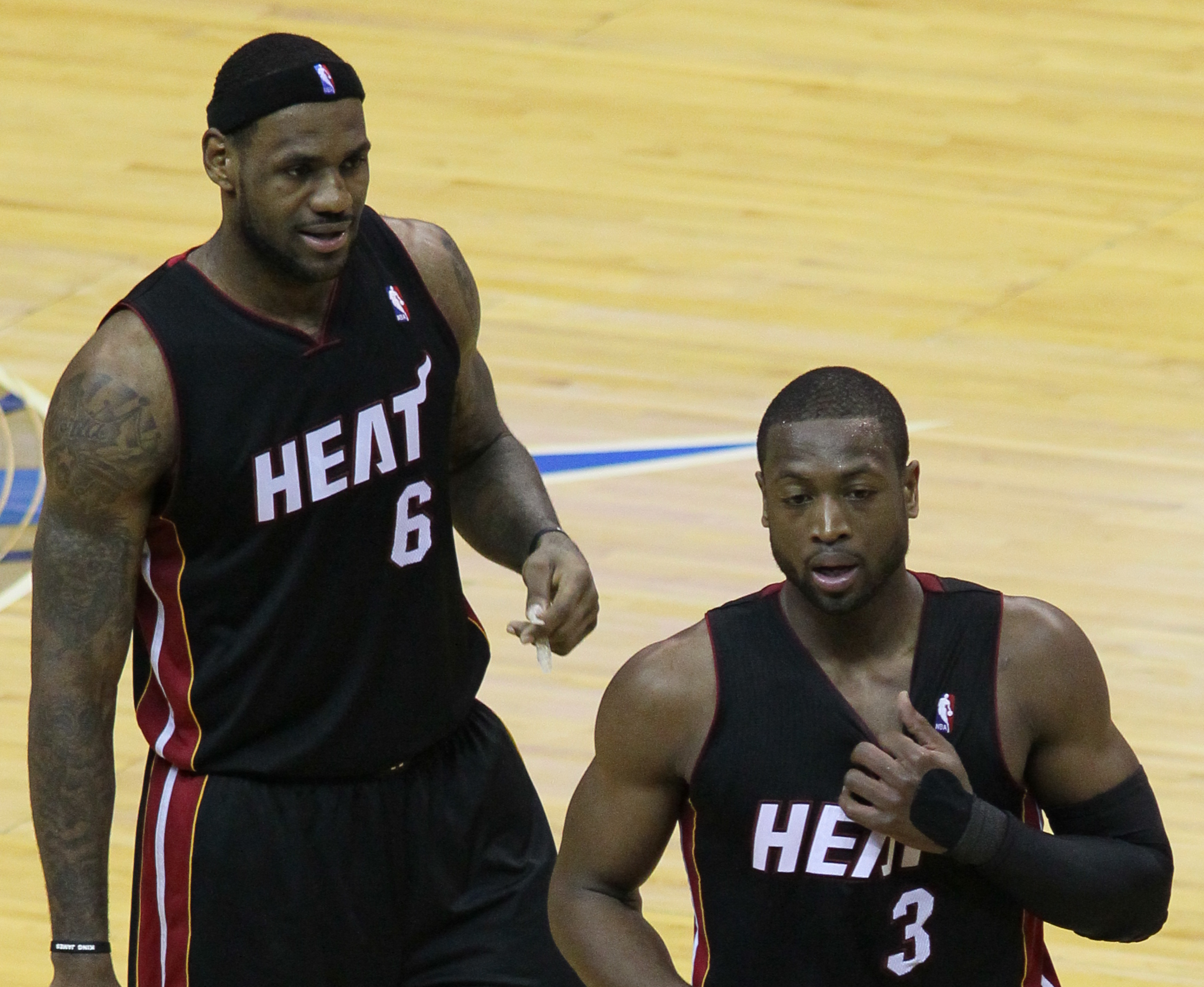
Dwyane Wade, com seu novo companheiro, LeBron James.

Em 7 de julho, foi anunciado que Wade iria re-assinar com o Miami Heat, junto com o ex-Toronto Raptors, Chris Bosh. No dia seguinte, LeBron James anunciou que iria juntar ao Heat para jogar com Wade e Bosh, causando um rebuliço na mídia e entre os fãs. Wade, Bosh e James assinaram seus contratos em 9 de julho. Para a temporada, Wade teve médias de 25,5 pontos, 6,4 rebotes, 4,6 assistências, e 1,5 roubos de bola por jogo. O Heat chegou às finais, mas perdeu para o Dallas Mavericks em seis jogos, apesar de Wade ter médias de 26,5 pontos, 7 rebotes e 5,2 assistências por jogo na série e 24,5 pontos, 7,1 rebotes e 4,4 para os playoffs inteiros.

#### Temporada 2011-2012
Antes do início da temporada da NBA 2011-12, Bosh opinou que Wade deveria arremessar a ultima bola, para ganhar ou perder um jogo, baseado no sucesso do passado de Wade. Em 26 de fevereiro de 2012, no All-Star Game Wade registrou o que era apenas o terceiro triplo-duplo na história do torneio, marcando 24 pontos, 10 rebotes e 10 assistências, juntando-se a Michael Jordan e LeBron James como os únicos jogadores a realizar tal feito (no ano 1997 e 2011, respectivamente). Em 10 março de 2012 Wade fez o arremesso da vitória contra o Indiana Pacers para dar a vitória ao Heat por 93-91.
Wade terminou a temporada com média de 22,1 pontos, 4,8 assistências, 4,6 rebotes e 1,7 roubos de bola por jogo. Nos playoffs, o Heat derrotou o New York Knicks em 5 jogos na primeira rodada, em seguida, derrotou o Indiana Pacers em 6 jogos. Tendo Wade feito 41 pontos e 10 rebotes no jogo 6 da série. Na terceira rodada, o Heat enfrentou o Boston Celtics, e a série foi a sete jogos nas finais da Conferência Leste, mas o Heat prevaleceu e avançou para as finais da NBA. No primeiro jogo, derrota para o Oklahoma City Thunder, mas após vencer os próximos quatro jogos, o Heat sagrou-se campeão da NBA e Wade garantiu seu segundo título da NBA. Wade teve médias de 22,6 pontos por jogo na série.

#### Temporada 2012-2013
Antes do início da temporada da NBA 2012-13, Wade passou por uma cirurgia devido a uma lesão no joelho esquerdo. Wade perdeu o jogo de estréia do Heat na pré-temporada contra o Atlanta Hawks, mas voltou a tempo de ajudar o Heat no segundo jogo contra o Los Angeles Clippers, realizado no Centro MasterCard em Pequim, China. Em 26 de dezembro de 2012, durante um jogo fora de casa contra o Charlotte Bobcats, Wade chutou Ramon Sessions na virilha. No dia seguinte, Wade foi suspenso pela NBA por um jogo. 
Durante o mês de fevereiro e março, Wade ajudou o Heat a chegar a marca de 27 vitórias seguidas, marca está que se tornou a segunda maior da história da liga. Wade terminou a temporada com médias de 21,2 pontos, 5,0 rebotes e 5,1 assistências, ajudando o Heat a ter a melhor campanha de sua história 66-16.
Nos playoffs, o Heat enfrentou o Milwaukee Bucks na primeira rodada e venceu a série por 4-0. Na segunda rodada, o Heat perdeu o jogo 1 em casa, mas se recuperou em venceu o Chicago Bulls por 4-1 e foi pelo terceiro ano consecutivo à final da conferência leste.
Na final da conferencia, Miami enfrentou o Indiana Pacers. O Heat, venceu os Pacers após 7 jogos, indo pela terceira vez seguida à final da NBA.
Nas finais da NBA, o Heat enfrentou o San Antonio Spurs. A série foi ao jogo sete. Wade marcou 23 pontos e 10 rebotes no último jogo, e o Heat se sagrou campeão pelo segundo ano consecutivo. Wade obteve médias de 15,9 pontos, 4,6 rebotes e 4,8 assistências nos playoffs.

#### Temporada 2013-2014
Ao final da temporada regular, Wade obteve médias de 19 pontos, 4.5 rebotes e 4.7 assistências, ajudando o Miami Heat a ficar com a segunda posição na conferência leste, atrás do Indiana Pacers. O Heat enfrentou o Charlotte Bobcats na primeira rodada dos playoffs. A equipe se classificou para as semifinais da conferência leste, vencendo a série por 4-0. Na segunda rodada, o Miami Heat venceu o Brooklyn Nets por 4-1 e avançou pelo quarto ano consecutivo para a final da conferência leste. Nas finais da conferencia leste, o Heat enfrentou pelo segundo ano consecutivo o Indiana Pacers. Após perder o primeiro jogo em Indiana, o Heat mostrou poder de recuperação e venceu a série por 4-2, chegando pelo quarto ano consecutivo as finais da liga. Porém, o Heat foi derrotado pelo San Antonio Spurs em 5 jogos, numa reedição das finais do ano anterior. Wade obteve médias de 17,8 pontos,  3,9 rebotes e 3,9 assistências nos playoffs, com um aproveitamento de 50% nos arremessos de quadra.

## Salários
| Temporada | Equipe        | Salário      |
| --------- | ------------- | ------------ |
| 2003-04   | Miami Heat    | $ 2.636.400  |
| 2004-05   | Miami Heat    | $ 2.834.160  |
| 2005-06   | Miami Heat    | $ 3.031.920  |
| 2006-07   | Miami Heat    | $ 3.841.443  |
| 2007-08   | Miami Heat    | $ 13.041.250 |
| 2008-09   | Miami Heat    | $ 14.410.581 |
| 2009-10   | Miami Heat    | $ 15.779.912 |
| 2010-11   | Miami Heat    | $ 14.200.000 |
| 2011-12   | Miami Heat    | $ 15.691.000 |
| 2012-13   | Miami Heat    | $ 17.182.000 |
| 2013-14   | Miami Heat    | $ 18.673.000 |
| 2014-15   | Miami Heat    | $ 15.000.000 |
| 2015-16   | Miami Heat    | $ 20.000.000 |
| 2016-17   | Chicago Bulls | $ 24.750.000 |

## Estatísticas na NBA
| † | Campeão da temporada da NBA |
|   | Líder da liga               |

### Temporada Regular
| Ano      | Equipe    | PJ   | PT  | MPJ  | AP   | 3P   | LL   | RT  | AS  | BR  | TO  | PPJ  |
| -------- | --------- | ---- | --- | ---- | ---- | ---- | ---- | --- | --- | --- | --- | ---- |
| 2003-04  | Heat      | 61   | 56  | 34.9 | .465 | .302 | .747 | 4.0 | 4.5 | 1.4 | 0.6 | 16.2 |
| 2004-05  | Heat      | 77   | 77  | 38.6 | .478 | .289 | .762 | 5.2 | 6.8 | 1.6 | 1.1 | 24.1 |
| 2005-06  | Heat†     | 75   | 75  | 38.6 | .495 | .171 | .783 | 5.7 | 6.7 | 2.0 | 0.8 | 27.2 |
| 2006-07  | Heat      | 51   | 50  | 37.9 | .491 | .266 | .807 | 4.7 | 7.5 | 2.1 | 1.2 | 27.4 |
| 2007-08  | Heat      | 51   | 49  | 38.3 | .469 | .286 | .758 | 4.2 | 6.9 | 1.7 | 0.7 | 24.6 |
| 2008-09  | Heat      | 79   | 79  | 38.6 | .491 | .317 | .765 | 5.0 | 7.5 | 2.2 | 1.3 | 30.2 |
| 2009-10  | Heat      | 77   | 77  | 36.3 | .476 | .300 | .761 | 4.8 | 6.5 | 1.8 | 1.1 | 26.6 |
| 2010-11  | Heat      | 76   | 76  | 37.1 | .500 | .306 | .758 | 6.4 | 4.6 | 1.5 | 1.1 | 25.5 |
| 2011-12  | Heat†     | 49   | 49  | 33.2 | .497 | .268 | .791 | 4.8 | 4.6 | 1.7 | 1.3 | 22.1 |
| 2012-13  | Heat†     | 69   | 69  | 34.7 | .521 | .258 | .725 | 5.0 | 5.1 | 1.9 | 0.8 | 21.2 |
| 2013-14  | Heat      | 54   | 53  | 32.9 | .545 | .281 | .733 | 4.5 | 4.7 | 1.5 | 0.5 | 19.0 |
| 2014-15  | Heat      | 62   | 62  | 31.8 | .470 | .284 | .768 | 3.5 | 4.8 | 1.2 | 0.3 | 21.5 |
| 2015-16  | Heat      | 74   | 73  | 30.5 | .456 | .159 | .793 | 4.1 | 4.6 | 1.1 | 0.6 | 19.0 |
| 2016-17  | Bulls     | 60   | 59  | 29.9 | .434 | .310 | .794 | 4.5 | 3.8 | 1.4 | 0.7 | 18.3 |
| 2017-18  | Cavaliers | 46   | 3   | 23.2 | .455 | .329 | .701 | 3.9 | 3.5 | 0.9 | 0.7 | 11.2 |
| 2017-18  | Heat      | 21   | 0   | 22.2 | .409 | .220 | .745 | 3.4 | 3.1 | 0.9 | 0.7 | 12.0 |
| 2018-19  | Heat      | 72   | 2   | 26.2 | .433 | .330 | .708 | 4.0 | 4.2 | 0.8 | 0.5 | 15.0 |
| Carreira | Carreira  | 1054 | 909 | 33.9 | .480 | .293 | .765 | 4.7 | 5.4 | 1.5 | 0.8 | 22.0 |
| All-Star | All-Star  | 12   | 10  | 23.8 | .634 | .250 | .720 | 3.6 | 4.8 | 2.3 | 0.4 | 15.7 |

### Playoffs
|  | MVP das finais |

| Ano      | Equipe   | PJ  | PT  | MPJ  | AP   | 3P   | LL   | RT  | AS  | BR  | TO  | PPJ  |
| -------- | -------- | --- | --- | ---- | ---- | ---- | ---- | --- | --- | --- | --- | ---- |
| 2003-04  | Heat     | 13  | 13  | 39.2 | .455 | .375 | .787 | 4.0 | 5.6 | 1.3 | 0.3 | 18.0 |
| 2004-05  | Heat     | 14  | 14  | 40.8 | .484 | .100 | .799 | 5.7 | 6.6 | 1.6 | 1.1 | 27.4 |
| 2005-06  | Heat†    | 23  | 23  | 41.7 | .497 | .378 | .808 | 5.9 | 5.7 | 2.2 | 1.1 | 28.4 |
| 2006-07  | Heat     | 4   | 4   | 40.5 | .429 | .000 | .688 | 4.8 | 6.3 | 1.2 | 0.5 | 23.5 |
| 2008-09  | Heat     | 7   | 7   | 40.7 | .439 | .360 | .862 | 5.0 | 5.3 | 0.9 | 1.6 | 29.1 |
| 2009-10  | Heat     | 5   | 5   | 42.0 | .564 | .405 | .675 | 5.6 | 6.8 | 1.6 | 1.6 | 33.2 |
| 2010-11  | Heat     | 21  | 21  | 39.4 | .485 | .269 | .777 | 7.1 | 4.4 | 1.6 | 1.3 | 24.5 |
| 2011-12  | Heat†    | 23  | 23  | 39.4 | .462 | .294 | .729 | 5.2 | 4.3 | 1.7 | 1.1 | 22.8 |
| 2012-13  | Heat†    | 22  | 22  | 35.5 | .457 | .250 | .750 | 4.6 | 4.8 | 1.7 | 1.0 | 15.9 |
| 2013-14  | Heat     | 20  | 20  | 34.7 | .500 | .375 | .767 | 3.9 | 3.9 | 1.5 | 0.3 | 17.8 |
| 2015-16  | Heat     | 14  | 14  | 33.8 | .469 | .522 | .781 | 5.6 | 4.3 | 0.8 | 0.9 | 21.4 |
| 2016-17  | Bulls    | 6   | 6   | 31.7 | .372 | .353 | .952 | 5.0 | 4.0 | 0.8 | 1.3 | 15.0 |
| 2017-18  | Heat     | 5   | 0   | 25.4 | .443 | .000 | .808 | 4.2 | 3.6 | 1.4 | 0.2 | 16.6 |
| Carreira | Carreira | 177 | 172 | 37.8 | .474 | .338 | .780 | 5.2 | 4.9 | 1.5 | 1.0 | 22.3 |

## Prêmios e Homenagens
- National Basketball Association:
  - 3x Campeão da NBA: 2006, 2012 e 2013
    - NBA Finals Most Valuable Player (MVP das Finais): 2006

  - NBA All-Rookie Team: 2004
  - NBA Scoring Champion: 2009
  - NBA All-Star Game MVP: 2010
  - 13x NBA All-Star Game: 2005, 2006, 2007, 2008, 2009, 2010, 2011, 2012, 2013, 2014, 2015, 2016 e 2019
  - 8x All-NBA Team:
    - Primeiro Time: 2009 e 2010
    - Segundo Time: 2005, 2006 e 2011
    - Terceiro Time: 2004, 2012 e 2013

  - 3x NBA All-Defensive Team:
    - Segundo Time: 2005, 2009 e 2010

  - 2x NBA Skills Challenge Champion: 2006 e 2007
- Seleção dos Estados Unidos:
  - Jogos Olímpicos:
    -  Medalha de Bronze: 2004
    -  Medalha de Ouro: 2008

  - FIBA World Championship:
    -  Medalha de Bronze: 2006
- Outras Honrarias:
  - Camisa #3 aposentada pelo Miami Heat
  - 75 grandes jogadores da história da NBA
  - Eleito pela Sports Illustrated o Atleta do Ano: 2006
  - ESPY de Melhor Jogador da NBA: 2006

## Fora das quadras

### Televisão
Em 2014, Dwyane fez uma participação atuando na série Austin & Ally, do Disney Channel, como ele mesmo.